# Gundam Ace
Gekkan Gundam Ace (яп. 月刊ガンダムエース гэккан гандаму э:су, Gundam A), сокращенно «Дамуэ» (яп. ダムエー дамуэ:) — японский манга-журнал, ежемесячно издаваемый компанией Kadokawa Shoten. Посвящён вселенной Gundam. Целевая аудитория журнала — сёнэн. Также Kadokawa Media (Taiwan) Co., Ltd. публикует китайскую версию журнала.
Большинство выпусков содержат бесплатные подарки по мотивам сериалов Gundam или на основе оригинальной манги в журнале: наклейки, плакаты, брелоки, календарики.

## История
Gundam Ace появился как ежеквартальный (1—3 тома), затем выходил раз в два месяца (4—9 тома), затем ежемесячно (с 10 тома).
В 2011 года совместно с журналом Newtype выпустила новый журнал манги Newtype Ace (сокращенно «NA»).

## Тираж
| 2004 год | 2005 год | 2006 год | 2007 год | 2008 год | 2009 год |
| -------- | -------- | -------- | -------- | -------- | -------- |
| 211,416  | 209,292  | 195,500  | 184,750  | 179,084  | 161,417  |

## Манга
- Mobile Suit Gundam-san (с августа 2001 года)[7]
- Mobile Suit Gundam École du Ciel (с декабря 2001)
- Mobile Suit Crossbone Gundam (с ноября 2002 года)
- SEED Club 4-Koma (с декабря 2004 года)
- Gundam Unicorn: Bande Dessinée (с марта 2010 года)
- Gundam MSV-R: The Return of Johnny Ridden (с июня 2010 года)
- Gundam Wing: Frozen Teardrop (с августа 2010 года)
- Super-Class! Mobile Fighter G Gundam (с сентября 2010 года)
- Gundam Wing Endless Waltz: The Glory of Losers (с ноября 2010 года)
- Mobile Suit Zeta Gundam DEFINE (с августа 2011 года)
- Mobile Suit Gundam SEED Re: (с июня 2012 года)
- Gundam MSV-R: The Fabulous Shin Matsunaga! (с августа 2012 года)
- Char’s Daily Life (с сентября 2012 года)
- People of Gundam (с декабря 2012 года)
- Mobile Suit Gundam U.C. 0094: Across the Sky (с января 2013 года)
- Mobile Suit Gundam: The Nameless Battlefield (с мая 2013 года)
- Mobile Suit Gundam 0083 REBELLION (с августа 2013 года)
- Gundam Build Fighters AMAZING (с декабря 2013 года)
- Mobile Suit Gundam Side Story: Missing Link (с апреля 2014 года)
- Gundam EXA VS (с мая 2014 года)
- Gundam Reconguista in G (с октября 2014 года)

## Приложения
- Gundam Ace Special (яп. ガンダムエース スペシャル) — приложение к журналу, было издано четыре выпуска, первый в апреле 2007 года, последний — в марте 2008 года.[8]
- Gundam OO Ace (яп. ガンダムOOエース) — единственный выпуск был издан в сентябре 2010 года.[9]